# Mantis
Mantis és un gènere d'insectes mantodeus de la família Mantidae que inclou el pregadéu, un dels mantodeus més coneguts i freqüents d'Europa.

## Taxonomia
Té descrites 15 espècies:
- Mantis beieri
- Mantis callifera
- Mantis carinata
- Mantis dilaticollis
- Mantis emortualis
- Mantis griveaudi
- Mantis indica
- Mantis insignis
- Mantis macroalata
- Mantis macrocephala
- Mantis octospilota
- Mantis pia
- Mantis religiosa
- Mantis splendida
- Mantis tricolor